# Daniel Kolář
Daniel Kolář, né le 27 octobre 1985 à Prague en Tchéquie, est un footballeur international tchèque.

## Biographie

### International
Le 5 juin 2009, il reçoit sa première sélection en équipe de Tchéquie, lors du match Tchéquie - Malte au Chance Arena à Jablonec (1-0).
Le 29 mai 2012, le sélectionneur Michal Bílek annonce que David est retenu dans la liste des 23 joueurs pour jouer l'Euro 2012.

## Palmarès
- Avec Sparta Prague :
  - Champion de Tchéquie en 2007.
  - Vainqueur de la Coupe de Tchéquie en 2006, 2007 et 2008.

- Avec Viktoria Plzeň :
  - Champion de Tchéquie en 2011, 2013, 2015, 2016 et 2018.
  - Vainqueur de la Coupe de Tchéquie en 2010.
  - Vainqueur de la Supercoupe de Tchéquie en 2011.

## Statistiques détaillées

### En club
| Saison                | Club                  | Championnat           | Championnat | Championnat | Championnat | Coupe nationale | Coupe nationale | Coupe nationale | Coupe de la Ligue | Coupe de la Ligue | Coupe de la Ligue | Supercoupe | Supercoupe | Supercoupe | Compétition(s) continentale(s) | Compétition(s) continentale(s) | Compétition(s) continentale(s) | Compétition(s) continentale(s) | Total | Total | Total |
| Saison                | Club                  | Division              | M.          | B.          | P.d.        | M.              | B.              | P.d.            | M.                | B.                | P.d.              | M.         | B.         | P.d.       | Comp.                          | M.                             | B.                             | P.d.                           | M.    | B.    | P.d.  |
| 2004-2005             | 1. FC Slovácko        | První Liga            | 12          | 0           | 0           | -               | -               | -               | -                 | -                 | -                 | -          | -          | -          | -                              | -                              | -                              | -                              | 12    | 0     | 0     |
| 2005-2006             | Chmel Blšany          | První Liga            | 21          | 4           | 0           | -               | -               | -               | -                 | -                 | -                 | -          | -          | -          | -                              | -                              | -                              | -                              | 21    | 4     | 0     |
| 2006-2007             | Sparta Prague         | První Liga            | 26          | 4           | 1           | -               | -               | -               | -                 | -                 | -                 | -          | -          | -          | C3                             | 6                              | 1                              | 0                              | 32    | 5     | 1     |
| 2007-2008             | Sparta Prague         | První Liga            | 17          | 3           | 1           | 1               | 0               | -               | -                 | -                 | -                 | -          | -          | -          | C1+C3                          | 1+1                            | 0                              | 0                              | 20    | 3     | 1     |
| 2008-2009             | Sparta Prague         | První Liga            | 3           | 0           | 0           | -               | -               | -               | -                 | -                 | -                 | -          | -          | -          | C1+C3                          | 3+1                            | 0                              | 0                              | 7     | 0     | 0     |
| Sous-total            | Sous-total            | Sous-total            | 79          | 11          | 2           | 1               | 0               | 0               | -                 | -                 | -                 | -          | -          | -          | -                              | 12                             | 1                              | 0                              | 92    | 12    | 2     |
| 2008-2009             | Viktoria Plzeň        | První Liga            | 22          | 5           | 0           | -               | -               | -               | -                 | -                 | -                 | -          | -          | -          | -                              | -                              | -                              | -                              | 22    | 5     | 0     |
| 2009-2010             | Viktoria Plzeň        | První Liga            | 26          | 5           | 0           | 1               | 0               | 0               | -                 | -                 | -                 | -          | -          | -          | -                              | -                              | -                              | -                              | 27    | 5     | 0     |
| 2010-2011             | Viktoria Plzeň        | První Liga            | 29          | 13          | 1           | -               | -               | -               | -                 | -                 | -                 | 1          | 0          | 0          | C3                             | 2                              | 0                              | 0                              | 32    | 13    | 1     |
| 2011-2012             | Viktoria Plzeň        | První Liga            | 29          | 6           | 6           | -               | -               | -               | -                 | -                 | -                 | 1          | 0          | 0          | C1+C3                          | 12+2                           | 4+0                            | 0                              | 44    | 10    | 6     |
| 2012-2013             | Viktoria Plzeň        | První Liga            | 21          | 7           | 1           | -               | -               | -               | -                 | -                 | -                 | -          | -          | -          | C3                             | 11                             | 3                              | 2                              | 32    | 10    | 3     |
| 2013-2014             | Viktoria Plzeň        | První Liga            | 23          | 7           | 4           | 3               | 0               | 0               | -                 | -                 | -                 | 1          | 0          | 0          | C1+C3                          | 11+4                           | 3+2                            | 3+0                            | 42    | 12    | 7     |
| 2014-2015             | Viktoria Plzeň        | První Liga            | 25          | 11          | 3           | -               | -               | -               | -                 | -                 | -                 | 1          | 0          | 0          | C3                             | 2                              | 1                              | 0                              | 28    | 12    | 3     |
| 2015-2016             | Viktoria Plzeň        | První Liga            | 26          | 6           | 0           | 3               | 0               | 0               | -                 | -                 | -                 | 1          | 1          | 0          | C1+C3                          | 2+6                            | 0+1                            | 0+2                            | 38    | 8     | 2     |
| 2016-2017             | Viktoria Plzeň        | První Liga            | 3           | 0           | 0           | -               | -               | -               | -                 | -                 | -                 | -          | -          | -          | C1                             | 3                              | 0                              | 0                              | 6     | 0     | 0     |
| Sous-total            | Sous-total            | Sous-total            | 204         | 60          | 15          | 7               | 0               | 0               | -                 | -                 | -                 | 5          | 1          | 0          | -                              | 55                             | 13                             | 7                              | 271   | 74    | 22    |
| 2016-2017             | Gaziantepspor         | Süper Lig             | 8           | 0           | 0           | 6               | 3               | 0               | -                 | -                 | -                 | -          | -          | -          | -                              | -                              | -                              | -                              | 14    | 3     | 0     |
| Sous-total            | Sous-total            | Sous-total            | 8           | 0           | 0           | 6               | 3               | 0               | -                 | -                 | -                 | -          | -          | -          | -                              | -                              | -                              | -                              | 14    | 3     | 0     |
| 2017-2018             | Viktoria Plzeň        | První Liga            | 22          | 6           | 3           | 1               | 0               | 0               | -                 | -                 | -                 | -          | -          | -          | C1+C3                          | 2+11                           | 0+1                            | 0                              | 36    | 7     | 3     |
| 2018-2019             | Viktoria Plzeň        | První Liga            | 2           | 0           | 0           | -               | -               | -               | -                 | -                 | -                 | -          | -          | -          | C1                             | 2                              | 0                              | 0                              | 4     | 0     | 0     |
| Sous-total            | Sous-total            | Sous-total            | 24          | 6           | 1           | 1               | 0               | 0               | -                 | -                 | -                 | -          | -          | -          | -                              | 13                             | 1                              | 0                              | 38    | 7     | 1     |
| Total sur la carrière | Total sur la carrière | Total sur la carrière | 315         | 77          | 18          | 16              | 3               | 0               | -                 | -                 | -                 | 5          | 1          | 0          | -                              | 80                             | 15                             | 7                              | 416   | 96    | 25    |

### Buts internationaux
| Buts (2) en sélection de Daniel Kolář au 26 mars 2013 | Buts (2) en sélection de Daniel Kolář au 26 mars 2013 | Buts (2) en sélection de Daniel Kolář au 26 mars 2013 | Buts (2) en sélection de Daniel Kolář au 26 mars 2013 | Buts (2) en sélection de Daniel Kolář au 26 mars 2013 | Buts (2) en sélection de Daniel Kolář au 26 mars 2013 | Buts (2) en sélection de Daniel Kolář au 26 mars 2013 |
|                                                       | Date                                                  | Lieu                                                  | Adversaire                                            | Score                                                 | Résultat                                              | Compétition                                           |
| ----------------------------------------------------- | ----------------------------------------------------- | ----------------------------------------------------- | ----------------------------------------------------- | ----------------------------------------------------- | ----------------------------------------------------- | ----------------------------------------------------- |
| 1.                                                    | 6 septembre 2011                                      | Generali Arena, Prague (Rep. tchèque)                 | Ukraine                                               | 4-0                                                   | 4 - 0                                                 | Match amical                                          |
| 2.                                                    | 26 mars 2013                                          | Stade Hanrapetakan, Erevan (Arménie)                  | Arménie                                               | 3-0                                                   | 3 - 0                                                 | Éliminatoires CDM 2014                                |